# شنبه‌شب و صبح یکشنبه
شنبه‌شب و صبح یکشنبه (انگلیسی: Saturday Night and Sunday Morning) یک فیلم به کارگردانی کارل رایز است که در سال ۱۹۶۰ منتشر شد. از بازیگران آن می‌توان به آلبرت فینی و ریچل رابرتس اشاره کرد.
این فیلم موفق شد جایزهٔ بفتا را در سال ۱۹۶۱ به‌عنوان بهترین فیلم بریتانیایی از آنِ خود کند.

## تاریخ سینما
این فیلم به نمونه اولیه چیزی تبدیل شد که می‌توان به درستی "سینمای نوی" بریتانیا نامید، یک جنبش فیلم رئالیست اجتماعی که مضامین آن از نئورئالیسم ایتالیایی وام گرفته شده بود و تکنیک‌های آن بر اساس مستند سینمای آزاد اواخر دهه 1950 و فیلم‌های موج نوی فرانسه مدل‌سازی شده بود.